# (339) Доротея
(339) Доротея (нем. Dorothea) — астероид главного пояса, который принадлежит к редкому спектральному классу K и входит в состав семейства Эос. Он был открыт 25 сентября 1892 года немецким астрономом Максом Вольфом в обсерватории Хайдельберга и назван в честь известной американской женщины-астронома Доротеи Клюмпке.

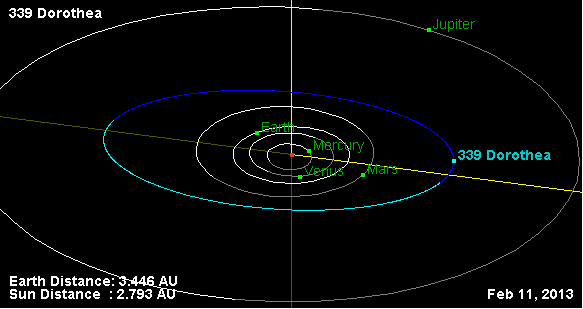
Орбита астероида Доротея и его положение в Солнечной системе